# 패러세일링

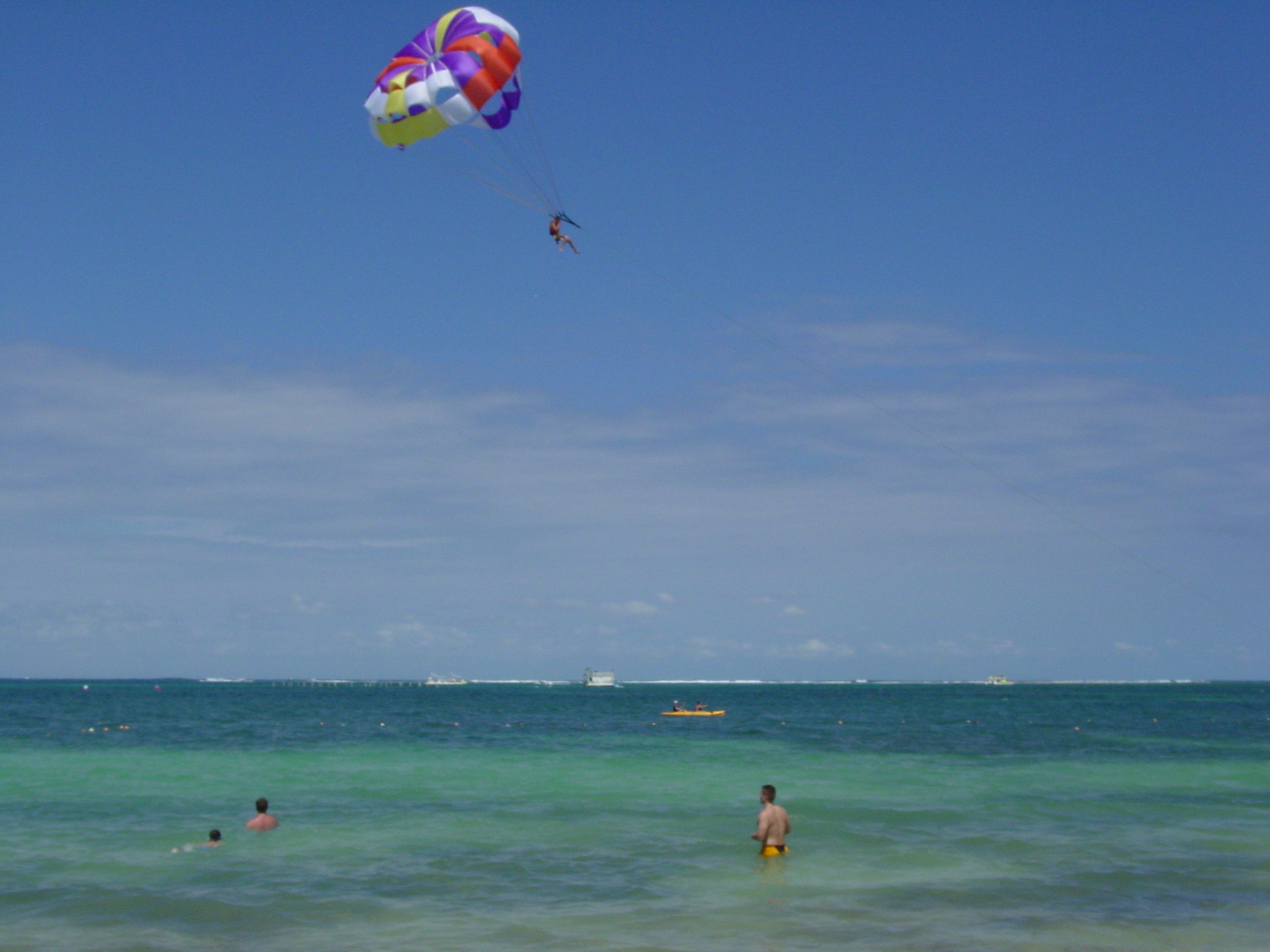
패러세일링

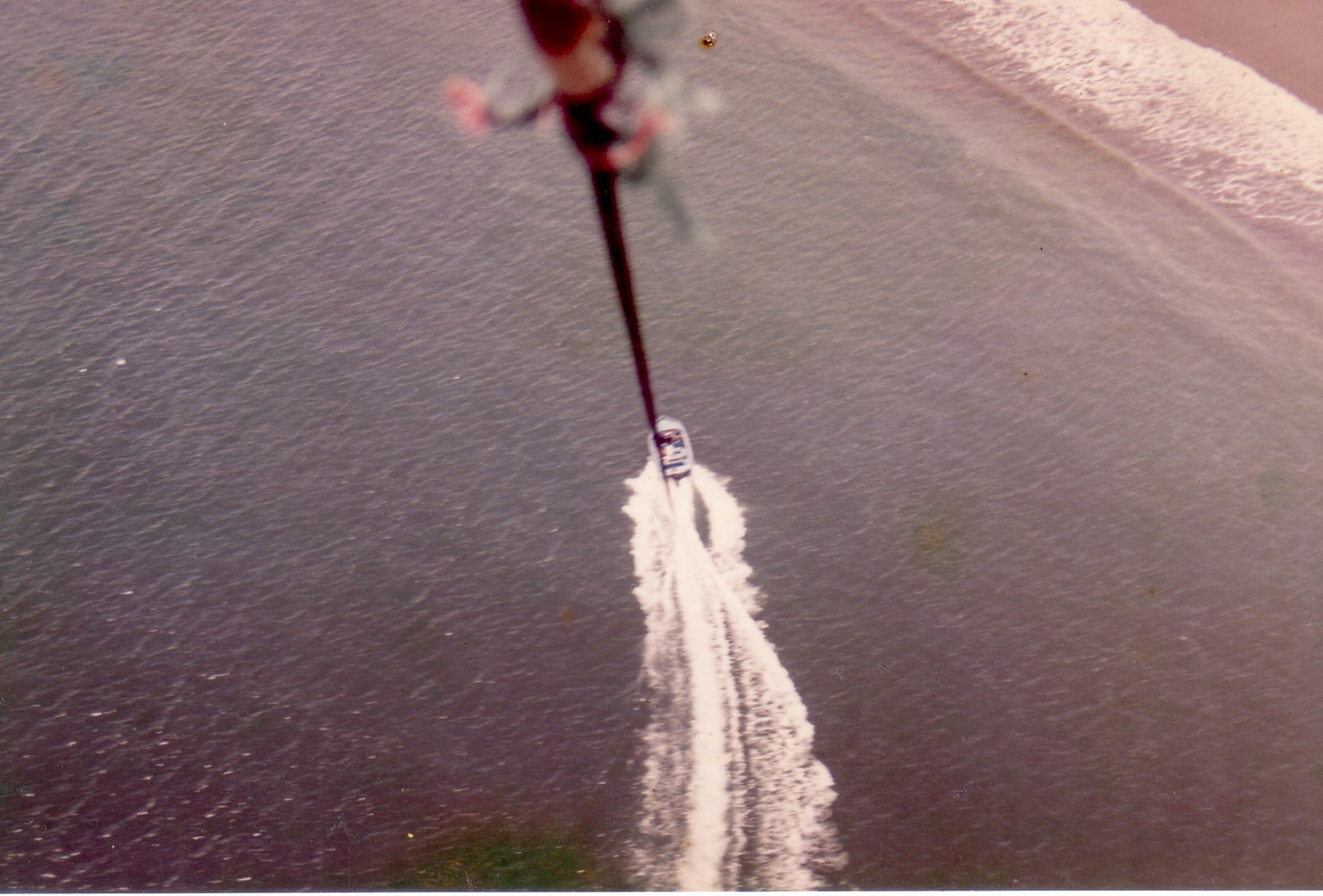
인도네시아 발리의 패러세일링

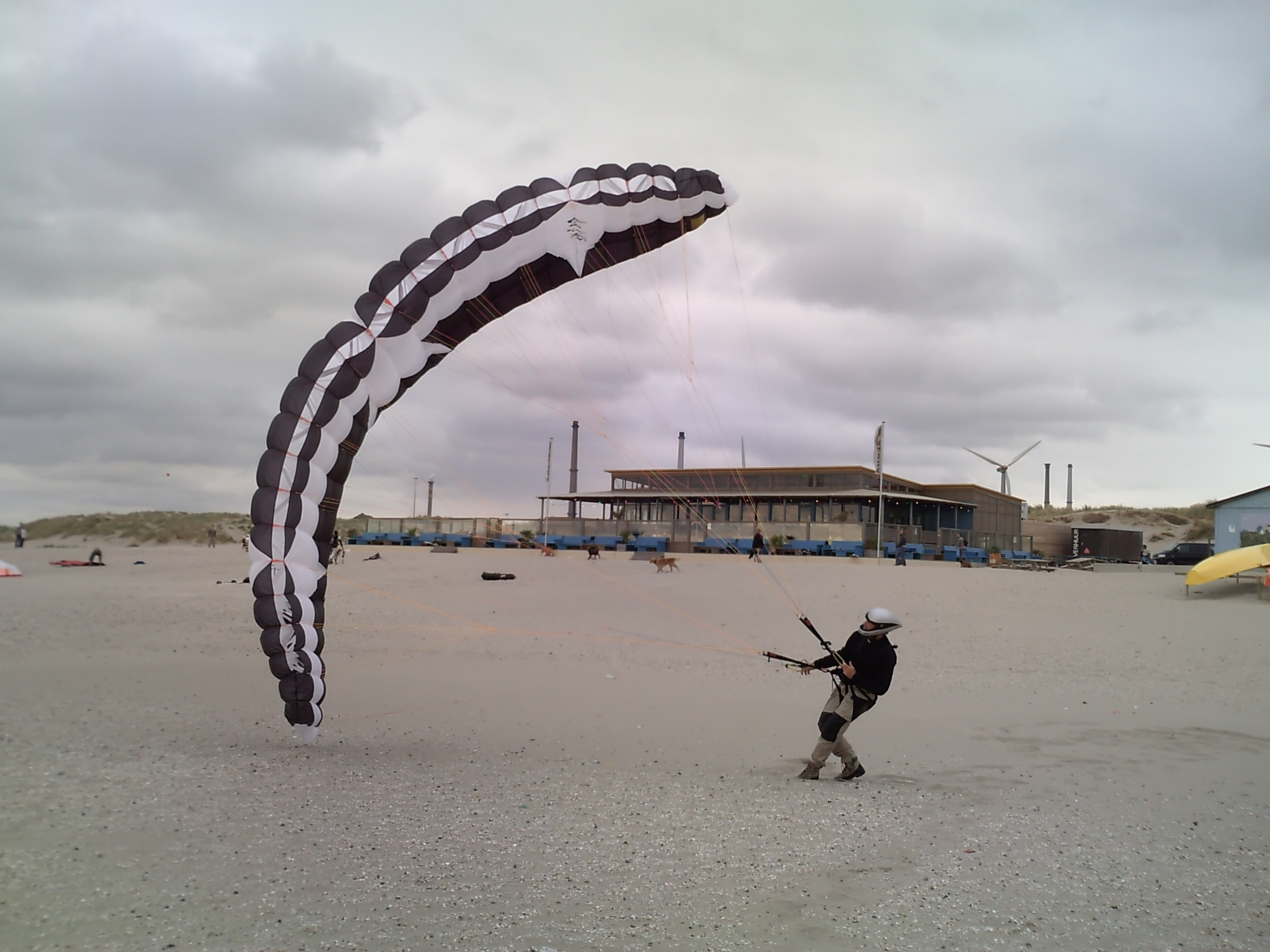
패러카이팅의 예

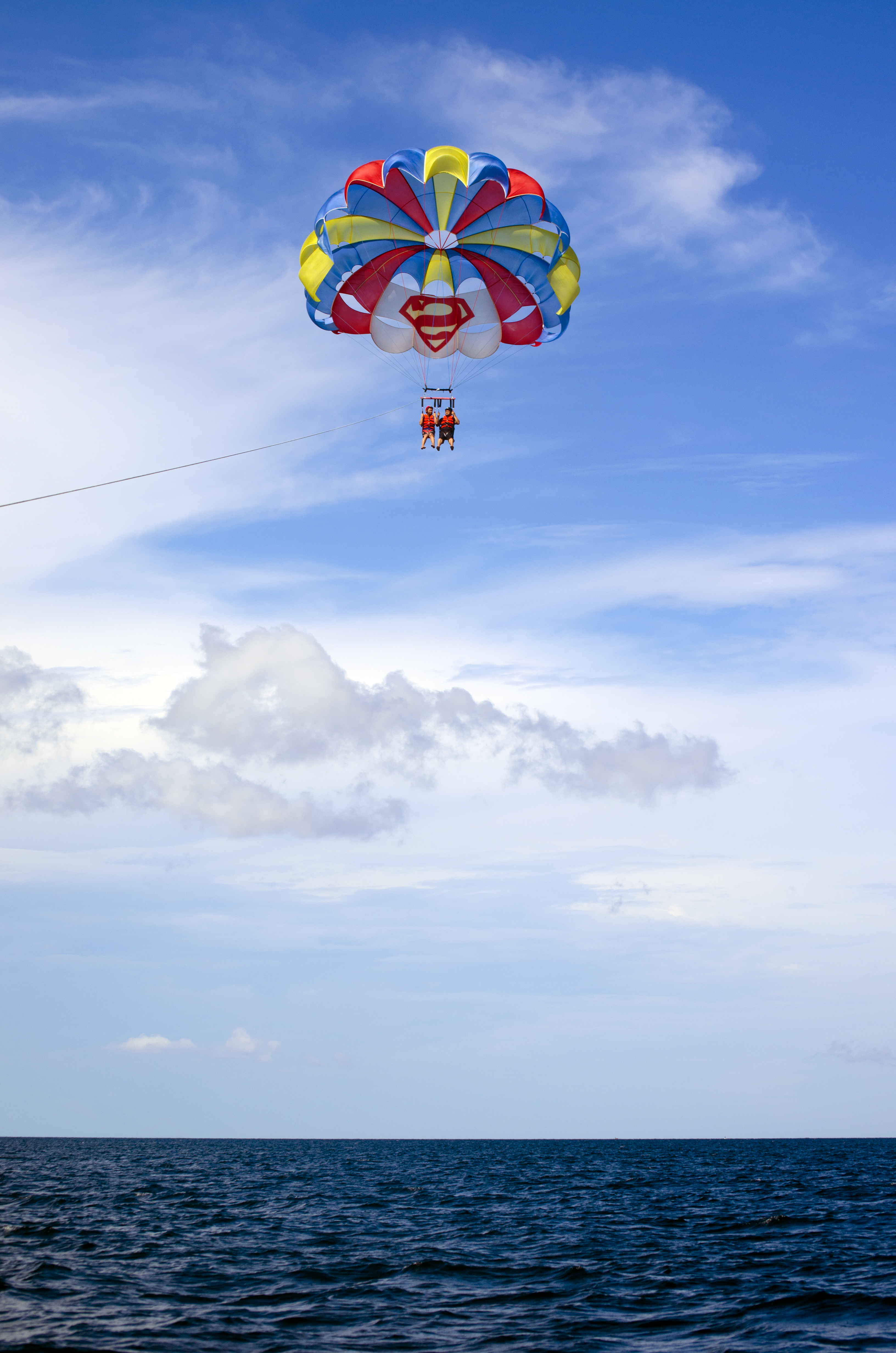
보라카이의 패러세일링

패러세일링(Parasailing)은 펼쳐진 낙하산을 달고 쾌속 모터보트 등으로 끌게 하여 충분한 고도에 도달한 후 낙하하는 스포츠이다.

## 용어

### 낙하산 vs 패러세일링
낙하산과 패러세일은 모두 상승과 활공을 할 수 있다. 이 둘의 가장 큰 차이점은 패러세일러가 최소 또는 0의 조타 제어로 높게 견인될 때 상승 모드에서 패러세일이 보다 안정적이고 효율적이라는 것이다. 낙하산은 견인시 효율적이지 못하며 주로 낙하산 전문가 방향을 완전히 제어할 수 있는 스카이 다이빙에 사용된다. 하강 모드에서는 둘 다 주어진 고도에서 하강하는 동안 사람의 추락을 늦추도록 설계되었다.

### 연 색상
낙하산 / 연 부위는 일반적으로 해변 지역과 일치하도록 밝은 색으로 가진다. 어떤 사람들은 좋아하는 스포츠 팀이나 모교와 어울리는 색의 연을 가지고 있기도 하다. 휴일에 관광객들에게 라이딩을 제공하는 상업용으로 설계된 많은 패러세일 캐노피는 밝은 색상으로 플래그, 로고, 웃는 얼굴 및 여러 가지 색상 패턴에 이르기까지 다양한 디자인을 갖추고 있다.

## 역사
최초의 상승  활공 낙하산은 삐에르 마르셀 리모네(Pierre-Marcel Lemoigne)에 의해 1962년에 개발되었다. 리모네는 새로운 상승 활공 낙하산을 낙하수들을 위한 훈련 도구로 도입을 하는 항공 훈련 센터를 설립했다. 이 기술을 통해 낙하수는 적절한 높이로 낙하산을 견인한 다음 낙하 훈련을 하여 더 효과적으로 훈련할 수 있게 되었다. 이 훈련법은 비행기를 이용한 것만큼이나 효과적이고, 경제적이라는 것이 증명되었다. 1963년, 파이오니어 패러슛 컴퍼니(Pioneer Parachute Company)의 자끄 앙드레 이스텔이 리모네로부터 라이센스를 사서 24고어 상승 활강 낙하산을 제조하여 판매를 하게 되었는데 이때 사용된 상표명이 패러세일이었다.

## 같이 보기
- 패러글라이딩